# Motoのオールナイトニッポン0(ZERO)
『motoのオールナイトニッポン0(ZERO)』（モトのオールナイトニッポンゼロ）とは、ニッポン放送の深夜番組「オールナイトニッポン0(ZERO)」で歌手のmotoがパーソナリティを担当する2013年4月2日から放送開始のラジオ番組である。2014年3月25日の放送をもって終了。

## 概要
2013年3月8日にパーソナリティになることが発表され、その中で、motoは「こんな新人の私がまさかオールナイトニッポン0（ZERO）のパーソナリティになる日が来るなんて……感謝しきれないほど嬉しいです。音楽と同じようにありのままの私でお話出来たら良いなと思っています。生放送でドキドキですが、ラジオの楽しさを感じながら頑張っていきますので是非聴いて下さい!!」と、抱負を述べている。
オールナイトニッポンのチーフディレクター・松岡敦司は「ここ（オールナイトニッポン0(ZERO)）での経験から素敵な歌が生まれたらいいなと思っています」と期待を寄せている。
なお、この番組では、リスナーのことを、moto自身の飼っている海老が脱皮したのをヒントにして「DAPPY'S（だっぴーず）」という名前にして呼ぶことにし、リスナーのメールを紹介する時の「ラジオネーム」は「DAPPYネーム」と称している。また第8回目から番組の最後に「また餌を食べに来てね」とコメントを残すことにしている。

## 放送時間
毎週火曜日 27:00 - 29:00（日本標準時水曜日未明3:00 - 5:00、2013年4月2日 - ）

### レギュラー化前
- 「motoのオールナイトニッポンR」（2013年2月2日 27:00 - 29:00(ニッポン放送は28:30まで)）

## コーナー
（放送時間順）
- サドmotoハル

第2回-
女王のサドmotoハル様が、リスナーから寄せられる、人に言えない性癖、 笑えない一発ギャグ、甘えん坊なメッセージなど、どうしようもないメッセージを、 バッサリ切り捨てる。鞭で叩く効果音の後、叩かれ役の一本鞭マサルが悲鳴の代わりにさまざまなリアクションをする。テーマ曲は佐野元春の「SOMEDAY」。
- テレフォンレディー大泉

第1回-
moto（本名：大泉 慕<もと>）が、リスナーと電話で話す。
- 捜査二課 田所昌一（休止中）

第14回-
DAPPY'Sが抱く ”疑問” に、捜査二課の“田所昌一”が、捜査の依頼を受けて、全力で捜査を行うコーナー。
- motoのもっと〜甲子園

第15回-
2ndアルバム「motoⅡ」に収録された『夏のしるし』がtvk「第95回全国高等学校野球選手権・神奈川大会実況中継」テーマソングであることにちなみ、期間限定で高校野球の観戦感想や野球用語を学ぶコーナー。
- motoのaikoへの道

motoがファンだというaikoに会えるよう、リスナーには応援メッセージや会える方法などの提案を募る。
- 生歌披露

事実上「有楽町UTA広場」の後継ぎで、番組終盤にピアノの弾き語りにより演奏される。
- ごきげんどう??

フリートーク力を鍛えるべく設けられたコーナーで、サイコロを転がして、出た数字が指すお題に基づいてフリートークを展開する。なお、サイコロの目で“あめ”が出るとmotoの直筆ハガキをリスナーにプレゼントされ、“ムチ”が出ると一本鞭がムチでシバかれる。
- なんか食わせろ!

毎回、AD山口が仕入れた「ケータリング」（ウインナー、ソーセージといったものが多い）をいただきながら、グルメレポートを行う。

### 放送終了
- motoのtomo motoムゥ〜!

第2回-
リスナーがリアルに役立つ情報から、バカ丸出しのテクニックまで募る、現状、友達が少ないmotoの友達作りに知恵を貸してもらうコーナー、
- 有楽町UTA広場

motoがリスナーから寄せられた歌詞を元に、曲をつくる。
- ザッヘル・マゾッホ

第7回-
リスナーが、「ドS」になって「ドM」のmotoをお仕置きしてもらう。なお、コーナータイトルは、「マゾヒズム」の語源となった、オーストリアの小説家の名前を使用。

## 代理番組
- 2013年12月24日 - AKB48のオールナイトニッポン0(ZERO)[4]
- 2013年12月31日 - 吉田尚記のオールナイトニッポン 年始めからサブカル!?SPパーソナリティとして。（25時から4時間連続）

## ゲストおよびその他の出演者
- 2013年6月11日 - 阿久津ゆりえ
- 2013年8月27日 - KABA.ちゃん、真壁刀義、山下真司 - スペシャル企画「真夜中の課外授業」のゲスト講師。なお、山下に関しては録音。さらに放送時間に収まりきらなかったため、後半を翌週9月3日に放送した。